# Пожар в клубе «Cinq-Sept»
Пожар в клубе «Cinq-Sept» — крупный пожар,  произошедший в ночном клубе в Сен-Лоран-дю-Пон (Изер, Франция) 1 ноября 1970 года. В результате возгорания погибли 146 человек (преимущественно молодые люди от 17 до 25 лет). Пожар стал одним из крупнейших во Франции и одним из крупнейших пожаров в ночных клубах в мире.

## Клуб «Cinq-Sept»
Клуб «Cinq-Sept» (Клуб «5-7») располагался примерно в 2,4 км от города Сен-Лоран-дю-Пон. Он был открыт в апреле 1970 года и размещался в недавно построенном большом здании из шлакоблоков без окон. Главный вход в клуб был через турникет. На первом этаже располагались танцпол, бар и ресторан с имитацией гротов, построенных из полиуретана и папье-маше по стенам. Единственная винтовая лестница вела в галерею. Крышу поддерживали колонны, которые были украшены различными легковоспламеняющимися материалами.
Клуб «Cinq-Sept» быстро зарекомендовал себя как популярное место для молодежи из Сен-Лоран-дю-Пона и соседних городов Шамбери и Вуарон, а также города Гренобль, расположенного в 32 км.

## Пожар
В ночь с 31 октября на 1 ноября 1970 года в клубе Cinq-Sept выступала рок-группа из Парижа Les Storms. Пожар начался примерно в 1:40 ночи. В этот момент в здании находились около 200 человек. 
Предполагается, что причиной пожара стала небрежно брошенная спичка, от которой загорелась наполненная пеной подушка сиденья на галерее первого этажа. Среди возможных причин также называлась брошенная сигарета. Пламя стало быстро распространяться из-за легковоспламеняющегося декора и мебели здания. Люди в галерее пытались спастись по единственной винтовой лестнице, когда пламя распространилось по потолку. Только 30 человек в главной зоне клуба смогли выйти из здания через турникет главного входа. Выжившие позже утверждали, что аварийные выходы были заперты на висячий замок, а затем забиты досками, чтобы никто не смог проникнуть в заведение без оплаты.
Ситуацию усугубил тот факт, что в помещении не было телефона. Одному из менеджеров клуба пришлось ехать в Сен-Лоран-дю-Пон, чтобы поднять тревогу. Из-за высокой скорости распространения огня и задержки с оповещением аварийных служб прибывшие пожарные мало что могли сделать, когда в конце концов добрались до клуба. Внутренняя часть здания была полностью уничтожена, крыша рухнула.
Пожарные обнаружили в здании 142 погибших. 10 пострадавших было доставлено в больницы. В больницах позднее скончались 4 пострадавших. Погибли 2 из 3 менеджеров клуба и все 6 участников группы Les Storms.

## Расследование
В ходе расследования были выявлены многочисленные нарушение противопожарной безопасности. Декор здания был изготовлен из легковоспламеняющихся материалов, а в самом здании было недостаточно аварийных выходов. Имеющиеся аварийные выходы были заперты менеджерами, чтобы не допустить бесплатного прохода в клуб. Ключи были у всех менеджеров, но двое из них погибли в результате пожара, а третий отправился вызывать пожарных, поэтому двери никто не открыл. 
В июне 1971 года выжившему менеджеру было предъявлено обвинение. Он был признан виновным в непредумышленном убийстве и получил двухлетний условный срок. Мэр и трое строительных подрядчиков были признаны виновными в причинении вреда здоровью по халатности и получили короткие условные сроки. 

## Память
13 июня 1976 года на месте трагедии был открыт мемориал погибшим.